# Icelastatis galerucoides
Icelastatis galerucoides là một loài bọ cánh cứng trong họ Cerambycidae.